# Annot
Annot is een gemeente in het Franse departement Alpes-de-Haute-Provence (regio Provence-Alpes-Côte d'Azur). Annot telde op 1 januari 2022 1.013 inwoners, die Annotains worden genoemd. De plaats maakt deel uit van het arrondissement Castellane.
In de gemeente ligt spoorwegstation Annot aan de spoorlijn Nice - Digne-les-Bains.

## Geografie
De oppervlakte van Annot bedroeg op 1 januari 2022 29,8 vierkante kilometer; de bevolkingsdichtheid was toen 34 inwoners per km².
De onderstaande kaart toont de ligging van Annot met de belangrijkste infrastructuur en aangrenzende gemeenten.

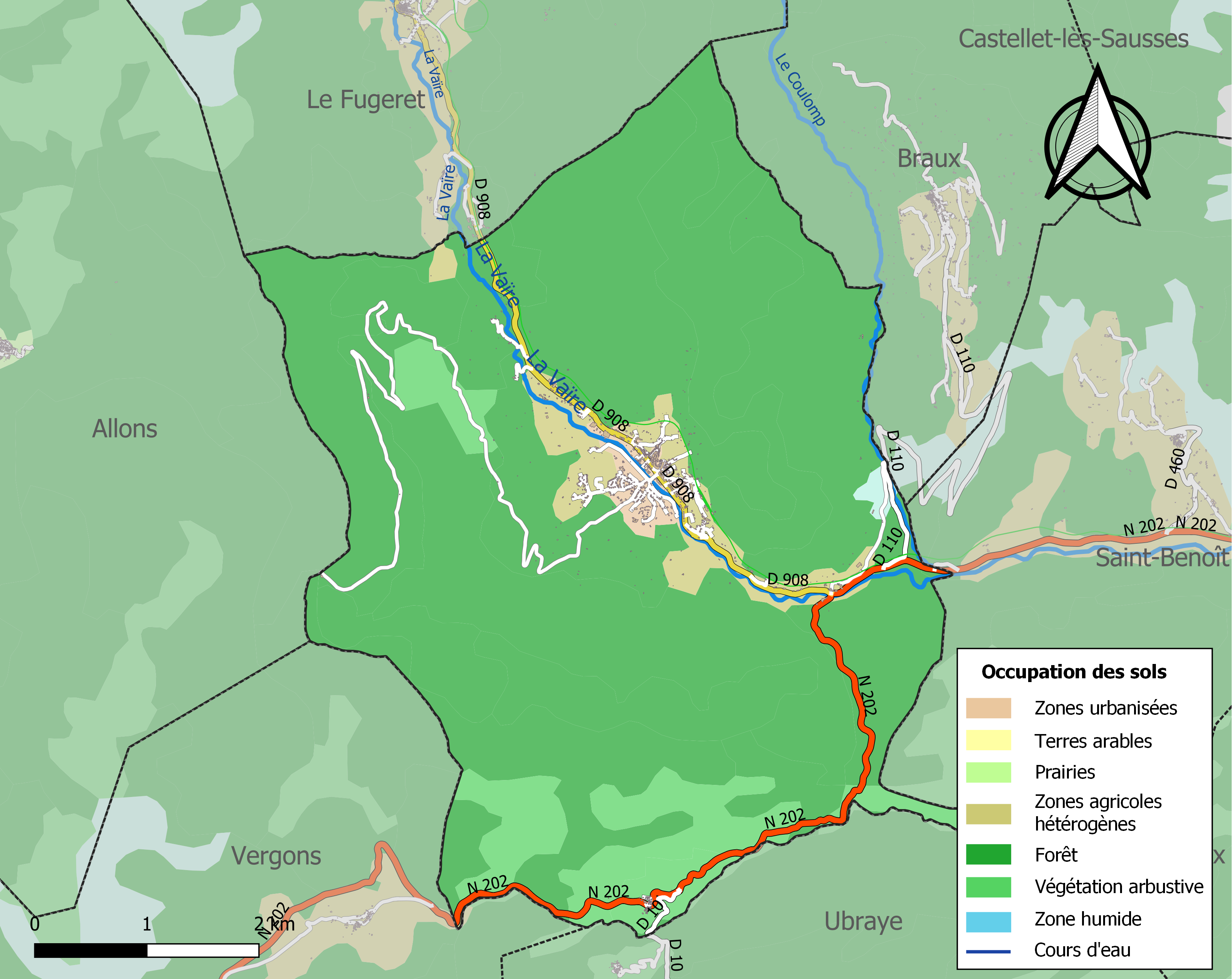

## Demografie
Onderstaande figuur toont het verloop van het inwonertal (bron: INSEE-tellingen).
Vanwege een beveiligingsprobleem met de MediaWiki Graph-software is het momenteel niet mogelijk deze grafiek weer te geven. Zodra de software is bijgewerkt zal de grafiek vanzelf weer zichtbaar worden.